# Eremias afghanistanica
Eremias afghanistanica is een woestijnhagedissensoort uit de familie echte hagedissen (Lacertidae).
De wetenschappelijke naam van de soort werd voor het eerst voorgesteld door Wolfgang Böhme en Nikolaj N. Ščerbak in 1991.
Het holotype was in 1965 verzameld in de Afghaanse hoogvlakte in de provincie Ghazni op ongeveer 3000 m hoogte. De lengte van kop en romp is 60 mm, de staart is 82 mm lang. De soort is ook verzameld in de omgeving van Kaboel op ca. 2000 m hoogte.